# Гітара
Гіта́ра (ісп. guitarra) — струнний музичний інструмент родини лютень. Звук створюється вібрацією струн і підсилюється резонатором — декою інструменту. Гітари поділяються на класичні, акустичні, електроакустичні, електричні та напівакустичні. Крім того гітари розрізняють за кількістю та матеріалом виготовлення струн, будовою корпусу і призначенням. Гітару використовують як сольний, акомпануючий та ансамблевий інструмент у різних музичних напрямках.

## Історія

### Походження

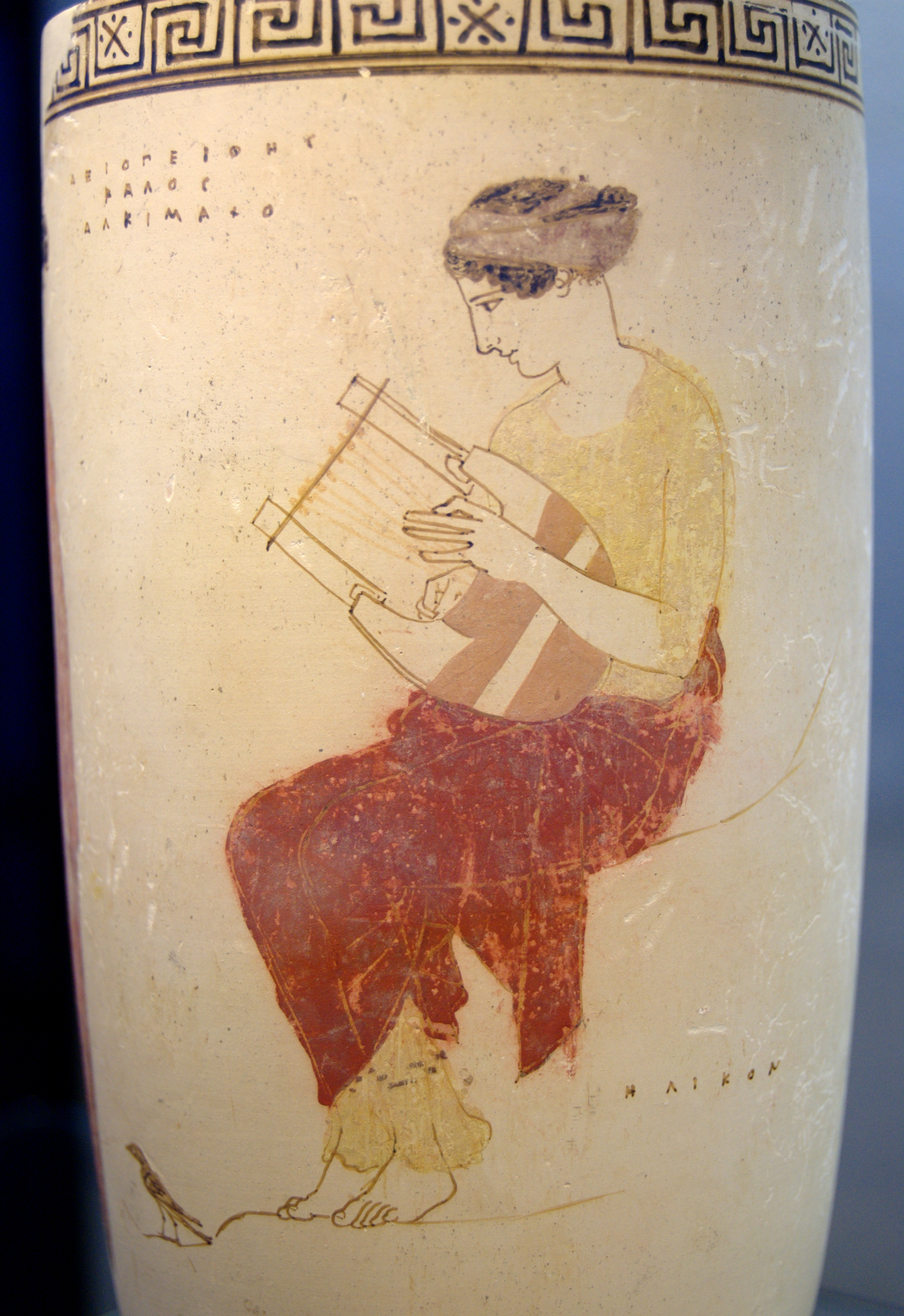
Лекіф: Муза із кіфарою, Вазописець Ахіллеса, Берлінська антична збірка

Прадавніми попередниками гітари є стародавні струнні щипкові інструменти з шийкою, що з'явилися в глибокій старовині. Найдавніші зображення щипкових інструментів знайдені на глиняних барельєфах Месопотамії (2 тисячоліття до н. е.) та на фризі буддійського монастиря Ертама поблизу Термеза (Узбекистан) (1 тисячоліття до н. е.). Значно подібнішими за конструкцією до гітари вважаються стародавні китайські інструменти — юань, що відносяться до 3-го тисячоліття до нашої ери — вони мали верхню та нижню деки та дві обичайки, що їх з'єднували.
Сама назва гітара ймовірно, сходить до назви кіфари — давньогрецького щипкового інструмента (κιθάρα), схожого на ліру. Пізніше грецьке слово потрапило до латинської мови (cithara), арабської (قيثارة), іспанської (guitarra), звідки вже було запозичене іншими європейськими мовами, в тому числі й українською.
«Кіфара» (κιθάρα) чотири рази згадується в Новому Заповіті, проте в перекладах різними мовами перекладається по-різному: в англомовних як «арфа» (англ. harp), а в україномовних — як «гусла» (в «Одкровенні») або «лютня» (І. Огієнко), «цитра» (І. Хоменко) і навіть «кобза» (П. Куліш).
Безпосередніми ж попередниками іспанської гітари ймовірно були європейська лютня і чотириструнний уд; останній був принесений маврами до Іберії у VIII столітті..
У 1200 році в Іспанії були відомі принаймні два інструменти, що називалися гітарами — латинська і мавританська (guitarra moresca). Мавританська мала заокруглену нижню деку, широкий гриф, і кілька резонаторних отворів, латинська натомість мала один резонаторний отвір і вужчу шию. З XIV століття означення «мавританська» і «латинська» вийшли з ужитку й обидва інструменти називалися гітарами.
У XV–XVI століттях значний вплив на становлення барокової гітари зробила іспанська віуела «viola da mano». Віуела мала шість подвійних струн, що настроювались подібно як у лютні через кварту, а також подібний до гітарного корпус, хоча раннім інструментам характерне загострене звуження корпусу. Віуела була більшою, ніж сучасні гітари з чотирма подвійними струнами. У XVI столітті конструкція віуели мала більше спільного з сучасною гітарою, з її заокругленими і суцільними ребрами, ніж з альтом. Втім період популярності віуели в Італії та Іспанії був порівняно коротким, тоді як домінуючим інструментом в Європі тієї епохи була лютня, а останні опубліковані ноти для віуели датуються 1576 роком.

### Барокова гітара

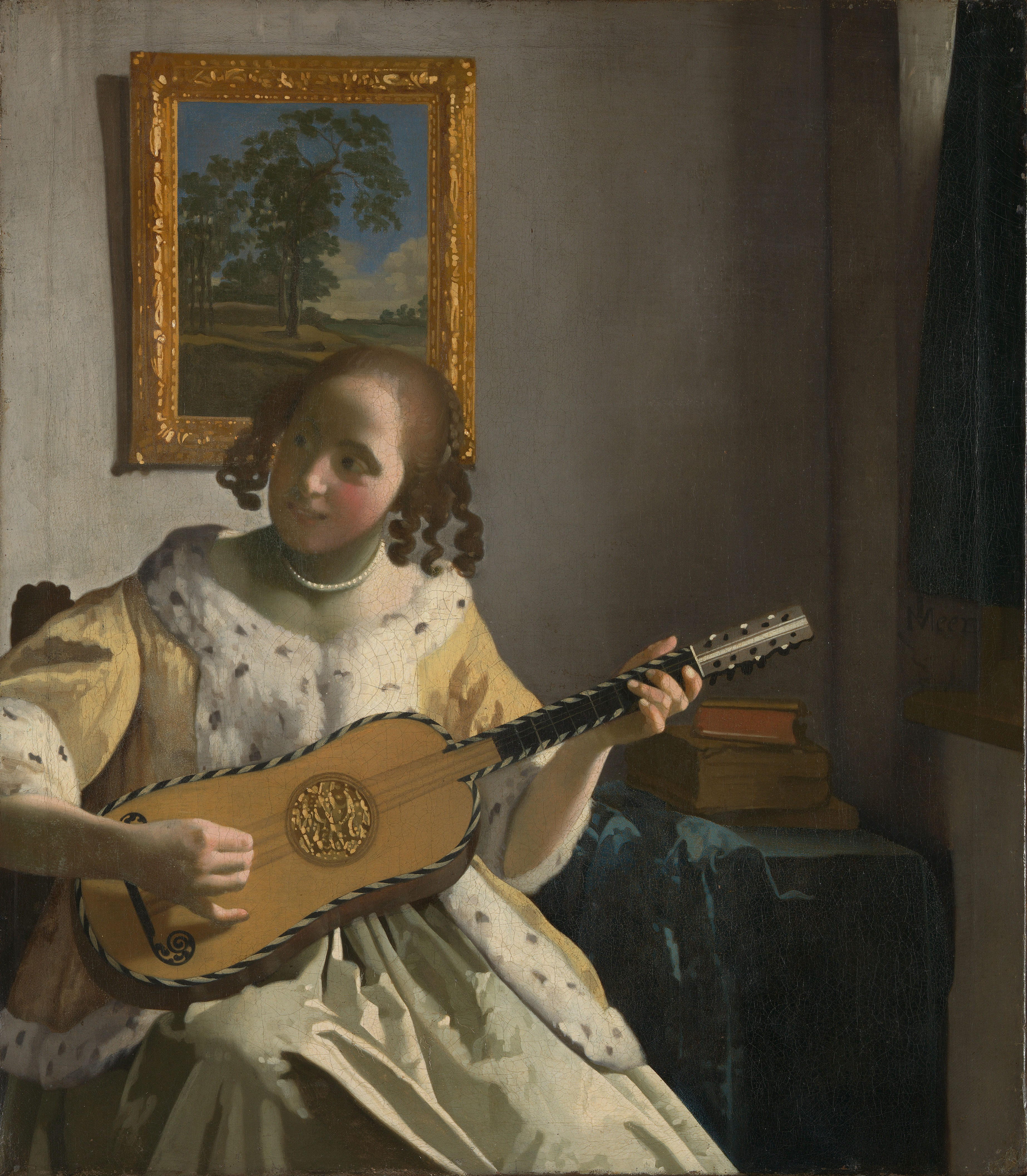
Гітаристка. Картина роботи Яна Вермеєра (бл. 1672)

У середині XVI століття в Іспанії, а з кінця XVI і до середини XVIII століть у Франції та Італії популярною стала барокова гітара. Цей інструмент мав п'ять подвійних струн, що настроювались через кварту.
Барокова гітара вживалася переважно для акомпанування в музиці розважального характеру, а французькі композитори використовували гітару в балетах. Наприклад у балетах «Феї Сен-Жерменського лісу» (1625) і в «Багатій вдові» (1626) заради більшої правдоподібності на гітарі грають музиканти, одягнені в іспанські костюми. У першому балеті виконавці Чакон «пристосовують звуки своїх гітар до моторних рухів ніг». У другому, поставленому Його Величністю у Великому залі Лувру, антре гренадерів розгортаються також під акомпанемент гітари. За повідомленням «Меркюрі де Франс», у цьому спектаклі парі, що танцювала сарабанду, акомпанував на гітарі сам Людовик XIII.
Рівночасно, в ряді трактатів відзначається дещо зневажливе ставлення до гітари, як до інструменту, що належить переважно до легкої, розважальної музики. Наприклад, іспанський гітарист Луї де Брісеньйо відзначає роль гітари, «щоб співати, бавитися, танцювати, скакати … тупотіти ногами», а П'єр Тріше зауважив, що гітаристи «сіпаючи всім тілом, безглуздо і смішно жестикулюють, так що гра на інструменті стає неясною і плутаною». А невідомий автор середини XVII століття згадує: «Єдине, для чого ще використовували … теорби, лютні і гітари … Ці допотопні жалюгідні інструменти переробляли в Виель; то кінець їх існування».
Разом з тим існують свідчення і незгасаючої популярності гітари. Так, Мадмуазель де Шароле на замовленому нею портреті представлена з гітарою в руках, злегка перебирає її струни. Ватто і Ланкре вводять гітару в зображення любовних сцен. Випускається і література для гітари, наприклад керівництво Сантьяго де Мурсії «Короткі правила гітарного акомпанементу», що доповнює збірник танців (Мадрид, 1714); «Загальні правила і настанови» (Мадрид, 1752–1754) Пабло Мінгета тощо.

### Гітара в епоху романтизму

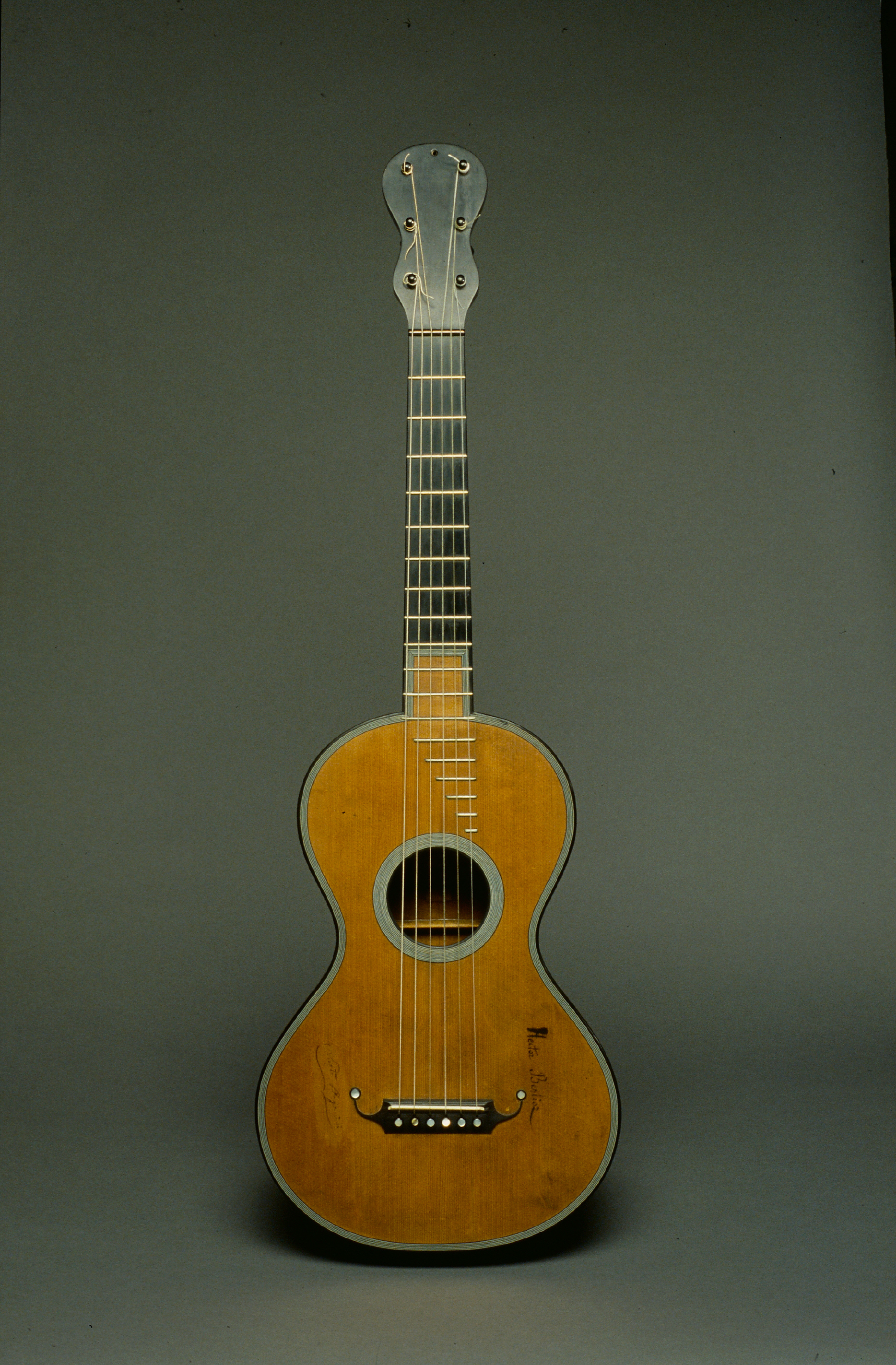
Гітара романтичної епохи (бл. 1830, Париж)
роботи Жана Ніколя Гроберта (1794—1869)

1774 року неапольський майстер Фердинандо Ґальяно сконструював гітару, що мала п'ять одинарних струн (замість подвійних), довгий гриф, що містив 11 поріжків, а також корпус, ближчий до форми вісімки. 1779 року неапольський майстер Ґаетано Віначча сконструював 6-струнну гітару, а згодом 6-струнні гітари почали виробляти у Франції та Іспанії. Ці гітари, попри певні відмінності, відрізнялися від барокової за рядом спільних ознак. Вони мали поодинокі струни (замість хору струн), виразнішу криву форму корпусу, більший розмір корпусу, помірну орнаментику по краях корпусу та навколо резонансного отвору. На зміну жильним ладам, що підв'язувались до грифу, прийшли фіксовані лади, що виготовлялися із твердого матеріалу — спочатку з ебоніту, а пізніше — із металу. Дерев'яні кілки також були замінені металевими. Серед авторів музики для романтичної гітари — Фердинандо Каруллі (1770—1841), Фернандо Сор (1778—1839), Мауро Джуліані (1781—1829).
Наприкінці XVIII століття гітара з'являється і на теренах Російської імперії. Спочатку — італійська 5-струнна, а на початку XIX — шестиструнна гітара. На початку XIX ст. було видано «Усовершенствованную гитарную школу для шести струн, или Руководство играть самоучкою на гитаре» І. фон Гельда. Одночасно уродженець Вільнюса чеського походження Андрій Сіхра в 1790-х роках сконструював семиструнну гітару. Протягом першої половини XIX століття він написав для цього інструменту близько тисячі творів та перекладень, а також школу гри. Цей різновид гітари називають «російською гітарою».

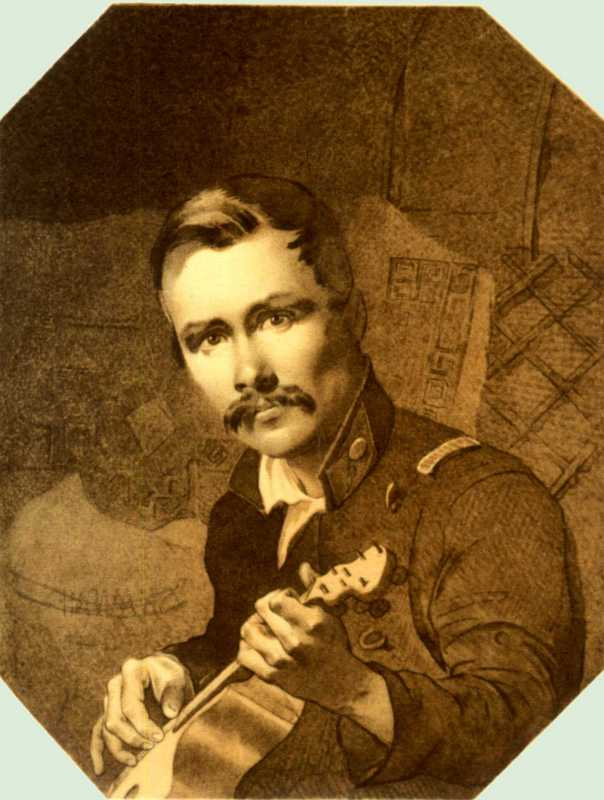
Тарас Шевченко. Портрет невідомого з гітарою. (1848—1849)

У XIX столітті гітару починають використовувати й українські музиканти, про що свідчать видання «50 русских и малороссийских народных песен» В. Лебедєва (кін. XIX — поч. XX ст.), зображення гітари на картинах Тараса Шевченка, «Школа гри на гітарі» Ф. Тимольського, а з-поміж українських авторів гітарних творів був Михайло Вербицький. За деякими даними, володів гітарою і написав для цього інструменту кілька творів і український скрипаль Іван Хандошко.

### Новітній період

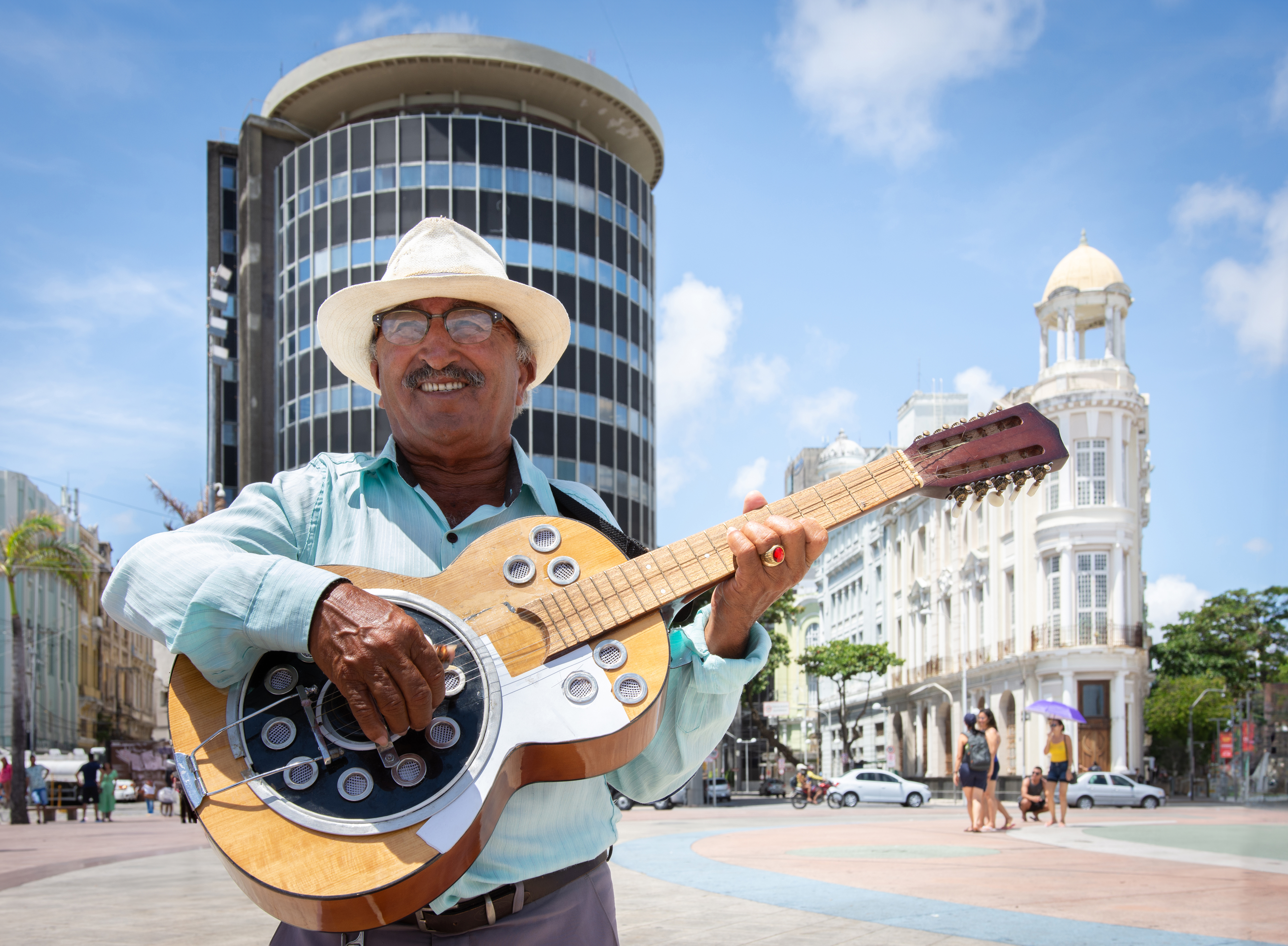
Чоловік грає бразильську народну музику з Ресіфі

Вважається, що сучасного вигляду класична гітара набула в інструментах іспанського майстра Антоніо де Торреса, що працював у 1852–1870 роках у Севільї і в 1871–1893 — в Альмерії. Хоча його гітари і не були достатньо голосними за сучасними нормами, але володіли чистим, збалансованим, фірмовим звуком, тому більшість майстрів почали наслідувати його манеру.
Воднораз вихід гітари із камерних салонів на велику сцену потребував все більшої звучності й більшої дзвінкості. Для цього почали використовувати металеві струни, однак це викликало деформації верхньої деки корпусу, а стовщення стінок корпусу негативно позначалося на їх вібраціях, а відтак — характеристиках звуку. Розв'язання цієї проблеми знайшов Кристофер Фредерик Мартін, що запропонував Х-подібне кріплення пружин. Пружини приклеювалися навхрест, тим самим не тільки збільшуючи міцність верхньої деки, але й дозволяючи їй вібрувати, а гриф кріпився до верхньої деки за допомогою анкерного стрижня.
Одночасно із цим розвивався ще один вид гітар — «арк топс» (arch tops). У той час, як такі компанії як «Мартін», вирішували проблему посилення звуку за рахунок кріплення пружин, такі компанії як «Гібсон», пішли іншим шляхом — вони створювали гітари, за формою й конструкцією скрипки. Такі інструменти характеризувалися вигнутою передньою стінкою деки, поріжком, що був як у контрабаса, і струнотримачем. Як правило, ці інструменти мали скрипкові вирізи на краях деки замість традиційної круглої дірки у центрі.

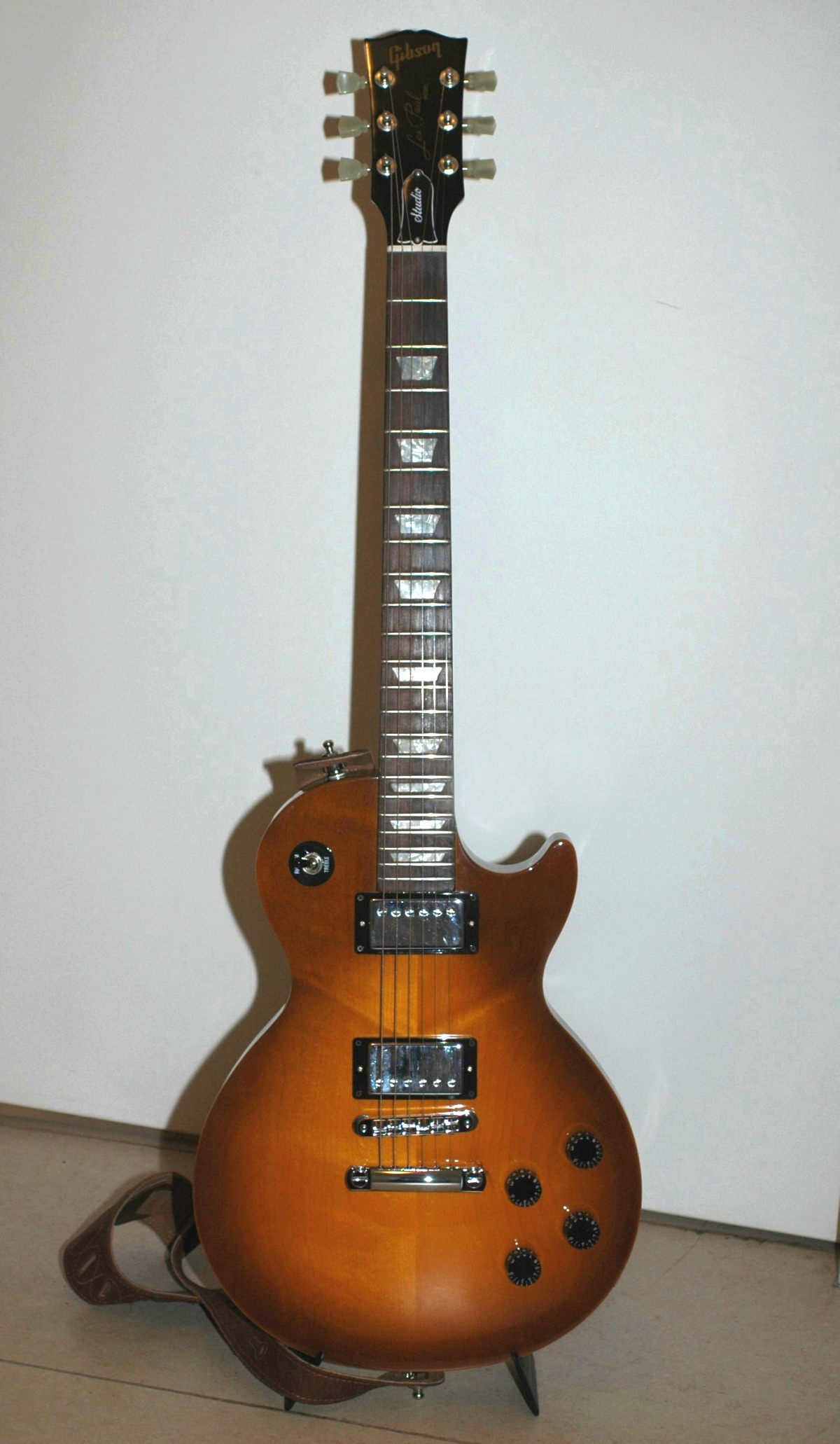
Гітара Gibson конструкції Леса Пола

В XX столітті з появою технології електричного посилення та обробки звуку з'явився новий тип гітари — електрична гітара. 1936 року Жорж Бошам та Адольф Рікенбекер, засновники компанії «Рікенбекер», запатентували першу електрогітару з магнітними звукознімачами та металевим корпусом (так звана «пательня»). На початку 1950-х років Лес Пол винаходить електричну гітару із суцільним дерев'яним корпусом, але пізніше віддає ідею Лео Фендеру оскільки ідея такої гітари не викликала інтересу компанії «Гібсон», де працював Лес Пол. Конструкція електрогітари збереглася без змін дотепер. Найвпливовішим виконавцем на електрогітарі вважається (за версією журналу «Rolling Stone») американський гітарист Джимі Гендрікс.
Одночасно, в 1936 році американський музикант і підприємець Пол Тутмарк сконструював «Електронний бас Аудіовокс № 736», подібний до сучасної бас-гітари. Сучасного вигляду бас-гітара набула в 1950 році, також завдяки розробкам Лео Фендера. Електрогітара одразу ж набула популярності в джазі, де вона стала сольним інструментом поряд із фортепіано і духовими. У 1950-х роках електрогітара і бас-гітара стали провідними інструментами рок-музики, та її пізніших різновидів, зокрема металу. В академічній музиці використання електричних гітар залишилося лише епізодичним (напр. «Реквієм» А. Шнітке).

## Будова
1. голова грифа
2. поріжок
3. кілочки
4. лади
5. анкерний стрижень
6. мітки
7. гриф
8. основа грифа і ґудзик
9. корпус
10. звукознімачі
11. регулятори гучності і тембру
12. підставка
13. панель-накладка
14. нижня дека
15. верхня дека
16. обичайка
17. резонаторний отвір з розеткою
18. струни
19. гнізда
20. накладка на гриф

Гітара являє собою корпус з довгою шийкою — грифом, що закінчується голівкою. Корпус гітари складається з нижньої та верхньої деки, з'єднаних обичайками. Верхня дека має резонаторний отвір, інколи прикрашений орнаментом — розеткою. З внутрішньої сторони верхня дека підтримується системою розкосів. Уздовж грифу паралельно натягнуті струни, закріплені одним кінцем на підставці корпусу, іншим — на кілочковій коробці на кінці грифа. На підставці корпусу струни прив'язуються або кріпляться нерухомо за допомогою гайок-баранців, на голівці грифа за допомогою кілочкового механізму, що дозволяє регулювати натяжіння струн.
На гриф гітари накладається металевий анкерний стрижень, потрібний для підтримки грифу (запобігає його деформації від натяжіння струн), та наклеюється накладка. Зверху, перпендикулярно до грифу, встановлюються лади, відстань між якими розраховується таким чином, щоб при грі на гітарі забезпечити рівномірно-темперований звукоряд. Для зручності виконавця на гриф наносяться мітки. Винятком є безладові гітари, на яких лади не встановлюється.
Струна лежить на двох поріжках — нижньому та верхньому, відстань між ними, що визначає максимальну довжину робочої частини струни, є мензурою гітари. Верхній поріжок розміщений у верхній частині грифа, близько головки. Нижній встановлюється на підставці на корпусі гітари. Функцію нижнього поріжка на електрогітарі виконують так звані «сідла» — прості механізми, що дозволяють регулювати довжину кожної струни.

## Класифікація гітар
Різноманітність сучасних гітар може бути класифікована за різними ознаками. Найважливішими є: спосіб підсилення звуку та конструктивні особливості. Втім, деякі терміни відображають радше призначення чи роль тієї чи іншої гітари, ніж особливості самого інструмента.

### Підсилення звуку
За способом підсилення звуку основними різновидами є:
- Акустична гітара — звукові коливання струн підсилюються за допомогою корпусу, який виконує функцію акустичного резонатора.
- Електрогітара — звукові коливання струн перетворюються на електричні за допомогою електромагнітного звукознімача, підсилюються та відтворюється за допомогою електричних засобів.
- MIDI-гітара — струни генерують MIDI-сигнали, що поступають на вхід синтезатора.

Існують також похідні або гібридні різновиди:
- Напівакустична електрогітара — електрична гітара, що має порожнистий акустичний корпус, що дозволяє гітарі звучати без електропідсилювача.
- Електроакустична гітара — акустична гітара, в яку вбудований п'єзозвукознімач (п'єзо-датчик), що підсилює звук гітари при підключенні.
- Резонаторна гітара (резофонічна або резофонік-гітара) — різновид акустичної гітари, в якій для збільшення гучності застосовуються вбудовані в корпус металеві акустичні резонатори.

### За конструкцією корпусу

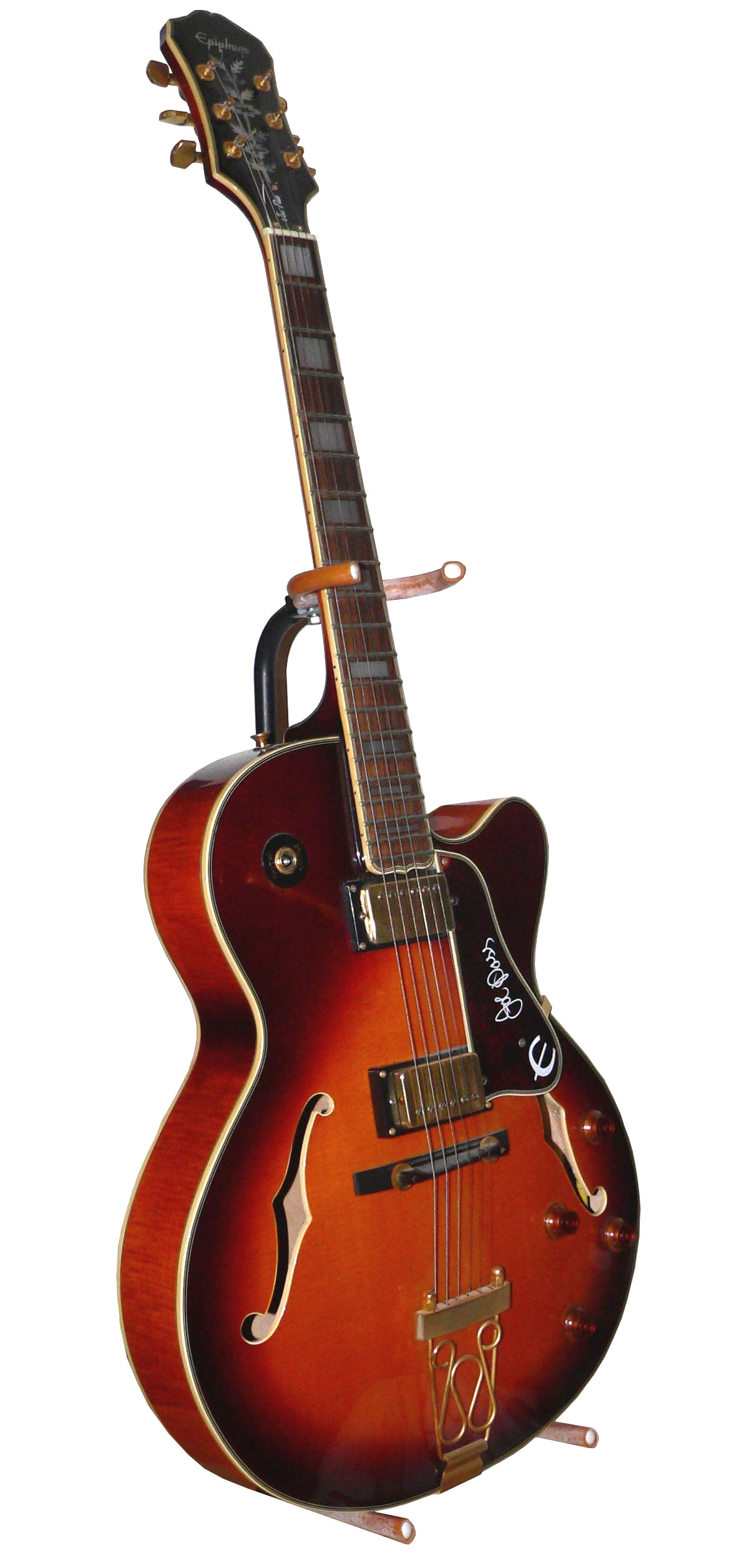
Напівакустичний арктоп, одна з моделей фірми Epiphone

На конструкцію корпусу гітари значною мірою впливає матеріал, з якого виготовляються струни, а також система звукопідсилення. Сталеві струни можна натягнути сильніше, ніж нейлонові, це спонукало виробників до міцніших конструкцій, що унеможливлювали би деформацію деки або грифу. Натомість для електрогітар відпадає потреба у резонаторному корпусі, що вносить свої корективи.
- Ренесансні та барокові гітари — відрізняються меншим розміром, тихішим звуком, а також здвоєними струнами. Як правило використовують для виконання старовинної музики
- Класична шестиструнна гітара — найрозповсюдженіший тип, конструкції Антоніо Торреса.
- Фолк-гітара — акустична шестиструнна гітара, пристосована для використання металевих струн.
  - Флеттоп (Flat-top) — різновид фолк-гітари з плоскою верхньою декою.
  - Дредноут (Dreadnought) — різновид фолк-гітари зі збільшеним корпусом характерної «прямокутної» форми. Володіє підвищеною, порівняно з класичним корпусом, гучністю та переважанням низькочастотних компонентів у тембрі. Її розробила в 20-х роках XX століття фірма Martin.
  - Джамбо — укрупнений різновид фолк-гітари, розроблений у 1937 році фірмою Gibson, що став популярним серед кантрі-і рок-гітаристів.
  - Арктоп — акустична або напівакустична гітара з опуклою передньою декою та f-подібними резонаторними отворами (ефами), розміщеними на краях деки. Корпус такої гітари нагадує збільшену скрипку. Розроблений у 20-х роках XX століття фірмою Gibson.
- Укулеле — мініатюрна чотириструнна гітара, сконструйована наприкінці XIX століття на Гавайських островах.
- Гітара з «вирізом» (cutaway) — гітара, особливістю якої є форма деки, яка полегшує доступ до нижніх ладів. Як правило — це електрогітари.
- Гітара Селмер-Маккафері (Selmer-Maccaferri) — акустична гітара, яку розробив гітарний майстер Маріо Маккафері в 30-х роках ХХ століття. Відмінними рисами є опуклі деки, розміщення пружин у корпусі, характерне для мандоліни. Є два типи цієї гітари, що відрізняються формою розетки: велика D-подібна і мала о-подібна (фр. grand bouchet та petit bouchet). Ця гітара розрахована на використання металевих струн і має характерне голосне звучання з переважанням обертонів середніх частот. Відома також за фірмою-виробником — Selmer.
- Гітара Добро — резонаторна гітара, винайдена в 1928 році братами Допер. Останніми часами «Гітара Добро» є торговою маркою фірми Gibson.
- Гітари, спеціалізовані для тепінгу
  - Гітара Ворра — електрична гітара, спеціалізована для гри тепінгом. Існують варіанти з 8, 12 або 14 струнами. Не має стандартного настроювання.
  - Стік Чапмена — електрична гітара без корпусу (є лише гриф і струни), допускає гру з двох кінців. Має 10 або 12 струн. Теоретично можливе одночасне видобування до 10 нот (1 палець — 1 нота). Спеціалізована для гри тепінгом.

### За діапазоном
Звичайна гітара в так званому «стандартному» строї має діапазон від мі великої октави до до третьої октави (для гітари з двадцятьма ладами). Цей діапазон може бути різним в залежності від кількості ладів. Використання тремоло-машинки на електрогітарах дозволяє істотно розширити діапазон в обидві сторони. Діапазон гітари без додаткового обладнання становить близько чотирьох октав. Існують різновиди гітар, що суттєво відрізняються за діапазоном:
- Бас-гітара — гітара з низьким діапазоном звучання, зазвичай, на одну октаву нижче від звичайної гітари. Її розробила фірма «Фендер» у 50-х роках XX століття.
- Тенор-гітара — чотириструнна гітара з укороченою мензурою, діапазоном та строєм банджо.
- Баритон-гітара — гітара з довшою мензурою, ніж звичайна, що дозволяє настроювати її на нижче звучання. Винайдена компанією «Данелектро» в 1950-х роках.

### За наявністю ладів
Звичайна гітара має лади і ладові поріжки, що пристосовані для гри в рівномірно темперованому строї. Існують однак і інші різновиди:
- Безладова гітара — гітара, яка не має ладових поріжків, завдяки чому уможливлюється видобування звуків довільної висоти, а також плавна зміна висоти звуку (ефект глісандо).
- Слайд-гітара  — гітара, призначена для гри слайдом, в такій гітарі висота звуку плавно змінюється за допомогою спеціального пристосування — слайда, яким водять по струнах.

### За музичним напрямком
- Класична гітара — акустична шестиструнна гітара конструкції Антоніо Торреса (XIX століття).
- Фолк-гітара — акустична шестиструнна гітара, пристосована для виконання музики кантрі. Завдяки металевим струнам відрізняється дзвінкішим тембром, корпус пристосований для металевих струн.
- Фламенко-гітара — акустична шестиструнна гітара, адаптована до потреб музичного стилю фламенко, відрізняється гострішим тембром звуку.
- Джазова гітара — напівакустична гітара, адаптована для виконання джазу, набула популярності у джаз-оркестрах 20-х — 30-х років XX століття, пізніше у складі невеликих джазових ансамблів.

### За кількістю струн
- Чотириструнна гітара — зокрема, бас-гітари.
- Шестиструнна гітара — найрозповсюдженіший різновид.
- Семиструнна гітара — знана як «російська гітара»
- Восьмиструнна гітара[en]. Вперше застосована американським джаз-музикантом Ральфом Петтом.[14]
- Дванадцятиструнна гітара — гітара з дванадцятьма струнами, що утворюють шість пар, які настроюються, зазвичай, класичним строєм в октаву або в унісон.
- Інші — конструюються шляхом додавання струн для розширення діапазону інструменту (напр. п'яти-і шестиструнні бас-гітари), або подвоєння або навіть потроєння декількох або всіх струн для отримання насиченішого тембру звуку. Також трапляються гітари з додатковими (частіше одним) грифами для зручності сольного виконання деяких творів.

### За роллю у виконуваному творі
В поп- і рок-музиці існує такий поділ гітар за функцією, що інструмент виконує в тому чи іншому творі:
- Соло-гітара — рок-музиці — виконує мелодійні соло. Від соло-гітари вимагається яскравий і чіткий звук.
- Ритм-гітара — рок-музиці — виконує ритмічний акордовий супровід. Від ритм-гітари вимагається щільніший та рівномірніший тембр звуку, особливо в області низьких частот.
- Бас-гітара — гітара низького діапазону, зазвичай, її використовують для виконання басових партій.

## Настроювання
Гітара вважається транспонуючим інструментом — її ноти записуються октавою вище ніж звучать.
Стандартний стрій
| Струна | Американська система нотації | Нотація Гельмгольца | інтервал від ноти «до» першої октави | Частота (Гц) |
| ------ | ---------------------------- | ------------------- | ------------------------------------ | ------------ |
| 1-ша   | E4                           | e'                  | на велику терцію вище                | 329,63       |
| 2-га   | B3                           | b                   | на малу секунду нижче                | 246,94       |
| 3-тя   | G3                           | g                   | на кварту нижче                      | 196,00       |
| 4-та   | D3                           | d                   | на малу септиму нижче                | 146,83       |
| 5-та   | A2                           | A                   | на малу дециму нижче                 | 110,00       |
| 6-та   | E2                           | E                   | на малу терцдециму нижче             | 82,41        |

Інші строї
| Кількість струн | Стрій                    | Струна | Струна | Струна | Струна | Струна | Струна | Струна | Струна | Струна | Струна | Струна | Струна |
| Кількість струн | Стрій                    | 1-ша   | 2-га   | 3-тя   | 4-та   | 5-та   | 6-та   | 7-ма   | 8-ма   | 9-та   | 10-та  | 11-та  | 12-та  |
| --------------- | ------------------------ | ------ | ------ | ------ | ------ | ------ | ------ | ------ | ------ | ------ | ------ | ------ | ------ |
| 6               | «іспанський»             | e¹ мі  | b сі   | g соль | d ре   | A ля   | E мі   |        |        |        |        |        |        |
| 6               | «Drop C»                 | d¹     | a      | f      | c      | G      | C      |        |        |        |        |        |        |
| 6               | «Drop D»                 | e¹     | b      | g      | d      | A      | D      |        |        |        |        |        |        |
| 6               | квартовий                | f¹     | c¹     | g      | d      | A      | E      |        |        |        |        |        |        |
| 7               | «російський» (терцієвий) | d¹     | b      | g      | d      | B      | G      | D      |        |        |        |        |        |
| 12              | стандартний              | e¹     | e¹     | b      | b      | g      | g¹     | d      | d¹     | A      | a      | E      | e      |

## Гітарні композитори та виконавці
- Франческо Корбетта (1615―1681) (Італія)
- Гаспар Санс (1640—1710) (Франція)
- Робер де Візе (1650—1725) (Франція)
- Мауро Джуліані (1781—1829) (Італія)
- Фернандо Сор (1778—1839) (Іспанія)
- Фердінандо Каруллі (1770—1841) (Італія)
- Маттео Каркассі (1792—1853) (Італія)
- Діонісіо Агуадо (1784—1849)
- Луїджі Леньяні (1790—1877) (Італія)
- Франческо Моліно (1768—1847) (Італія)
- Нікколо Паганіні (1782—1840) (також скрипаль) (Італія)
- Наполеон Кост (1805—1883) (Франція)
- Петро Агафошин (1874—1950) (СРСР)
- Валеріан Русанов (1866―1918) (СРСР)
- Володимир Сазонов (1912―1969) (СРСР)
- Хуліан Аркас (1832―1882) (Іспанія)
- Мігель Льобет (1878—1938) (Іспанія)
- Еміліо Пухоль (1886—1980) (Іспанія)
- Андрес Сеговія (1893—1987) (Іспанія)
- Даніель Фортеа (1882—1953) (Іспанія)
- Франсіско Тарреґа (1852—1909) (Іспанія)
- Олександр Іванов-Крамськой (1912—1973) (СРСР)
- Марія Луїза Анідо (1907—1997) (Аргентина)
- Зігфрід Беренд (1933—1990) (Німеччина)
- Антоніо Лауро (1917—1986) (Мексика)
- Валерій Петренко (1936-наш час) (Україна)
- Дмитро Лавриненко (1996-наш час) (Україна)
- Лео Вітошинський (1941—2008) (Австрія)
- Кадзухіто Ямасіта (1961) (Японія)
- Марко Топчій (1991) (Україна)